# 2er ohne
2er ohne ist ein deutscher Film aus dem Jahr 2008 von Jobst Oetzmann nach einer Novelle von Dirk Kurbjuweit. In den Hauptrollen spielen Tino Mewes und Jacob Matschenz.
Der Film wurde am 11. Juli 2008 auf dem Filmfest München erstaufgeführt. Der deutsche Kinostart war am 16. Oktober 2008. Die DVD zum Film erschien am 27. März 2009.

## Handlung
Johann, der erst zugezogen ist und noch keinen in der neuen Wohngegend kennt, freundet sich mit dem Außenseiter Ludwig an. Beide verbringen viel Zeit miteinander und finden eine gemeinsame Leidenschaft im Zweier ohne Steuermann (Rudern ohne Steuermann). Weil bei diesem Sport das Timing extrem wichtig ist, trainieren beide sehr hart und gewinnen Rennen um Rennen. Als sie von einem Zwillingspärchen besiegt werden, beschließen sie, sich so ähnlich wie möglich zu werden. Sie schneiden sich die Haare ab und teilen sich sogar ein Mädchen der Schule. Als Zeitvertreib zwischen Training, Wettkämpfen und Schule restaurieren die beiden ein schrottreifes Motorrad. Ludwig, der parallel den Motorradführerschein macht, will die Jungfernfahrt nach gewonnener Meisterschaft mit Johann machen. Bei dieser werden beide in einen Unfall verwickelt, bei dem nicht eindeutig klar ist, ob er von Ludwig absichtlich verursacht wurde. Johann wird schwer verletzt, überlebt aber – im Gegensatz zu Ludwig.

## Rezeption
Der film-dienst war enttäuscht, dass sich der Film „fast sklavisch an die Novelle [hält], leider auch dort, wo das filmische Medium Kurskorrekturen gefordert hätte“. Während das „Hin- und Herdriften des Ich-Erzählers Johann zwischen romantischem Lebensgefühl und normaler Lebenspragmatik im Roman tadellos“ funktioniere, bleibe der Film „auf halbem Weg vom Realismus zur Fantastik stecken“. Der Inszenierung fehle es „an Kühnheit, die stürmende und drängende Innenwelt der Protagonisten mit angemessenen Mitteln zu stützen“. Das Ergebnis bleibe „weit unter dem Niveau besserer ‚Tatort‘-Krimis“.
Positiv urteilte hingegen die Seite Top-Videonews des Kinder- und Jugendfilmzentrums. Dort heißt es, der Film sei eine „fesselnde ‚Coming of Age‘-Geschichte“, die „den Zuschauer von Anfang an in den Bann“ ziehe. Gelobt wurde außerdem die „überzeugende darstellerische Leistung“ von Jacob Matschenz und Tino Mewes. Im Blickpunkt:Film wurde hervorgehoben, dass im Film die „Träume, Taten und Todessehnsucht Jugendlicher […] aufrichtig behandelt“ würden. Die Cinema urteilte, die „ungewöhnliche Story, die unverbrauchten Darsteller und die spektakulären Drehorte“ würden 2er ohne „zu einem der spannendsten deutschen Filme des Jahres“ machen.